# Hermana Flor
Florinda Juana Ruiz Carapia, más conocida como la Hermana Flor (Acambay, 1948), es una religiosa mexicana perteneciente a la congregación pasionista que se desempeña como cocinera del Seminario Palafoxiano de Puebla y que saltó a la fama en México en 2015, debido a su participación en la primera versión del reality show MasterChef México, producida por la televisora mexicana TV Azteca, en donde logró ubicarse como finalista del certamen a la edad de 67 años. 
Ha sido la "nana" de los niños en la primera y segunda temporada de MasterChef Junior México.
En 2017 es enviada a Europa, específicamente a la ciudad de Roma, Italia, donde se encargaría de preparar la comida a miembros de la iglesia católica de diferentes seminarios.
En 2025 reaparece en la edición MasterChef Celebrity conmemorando los 10 años del programa.